# Les Mystères de la forêt
Les Mystères de la forêt (titre original : Forest of Secrets) est un roman d'Erin Hunter paru en 2003, le troisième tome de la série La Guerre des clans.

## Résumé
Dans ce tome, Cœur de Feu s'interroge de plus en plus sur la mort de Plume Rousse. Il part avec Plume Grise voir Nuage de Jais qui lui confirme que c'est bien Griffe de Tigre qui a tué l'ancien lieutenant. Il va ensuite questionner les membres du Clan de la Rivière avec l'aide de Rivière d'Argent. Elle lui fait rencontrer Patte de Brume, une reine, fille de Cœur de Chêne et celle-ci lui avoue que lui-même  est mort tué par des éboulements, pas par un chat. Il rencontre aussi Lac de Givre, la mère de Patte de Brume et de son frère Pelage de Silex. Elle lui confie que les deux guerriers ne sont pas ses petits et que c'est Cœur de Chêne qui lui a confié les deux chatons qui portaient, au fond de leurs fourrures, l'odeur du Clan du Tonnerre.
La Saison des Neiges est finie et la rivière est en crue. Ils aident alors le Clan de la Rivière à survivre. Plume Grise et Rivière d'Argent annoncent à Cœur de Feu qu'ils attendent des petits. Nuage Cendré, quant à elle, devient apprentie-guérisseuse sous la direction de Croc Jaune. À l'assemblée, Étoile Noire révèle aux autres clans que le Clan du Tonnerre donne asile à Étoile Brisée, dorénavant, Plume Brisée. Le Clan du Vent et de l'Ombre attaquent alors celui du Tonnerre mais ils arrivent à les repousser.
Un jour, Plume Grise prévient Cœur de Feu que Rivière d'Argent met bas. Nuage Cendré sauve les deux chatons mais Rivière d'Argent meurt. Étoile Bleue révèle alors à Cœur de Feu que Patte de Brume et Pelage de Silex sont ses enfants et qu'elle a dû les confier à Cœur de Chêne, leur père, pour devenir lieutenante. Les guerriers du Clan de la Rivière viennent réclamer Jolie Plume et Nuage Noir, les petits de Plume Grise, mais Étoile Bleue refuse. 
Le Clan se fait attaquer par des chats errants, les anciens alliés d'Étoile Brisée, menés par Griffe de Tigre et Étoile Brisée lui-même. Griffe de Tigre tente d'assassiner Étoile Bleue mais Cœur de Feu l'en empêche. Le Clan du Tonnerre arrive à repousser les envahisseurs avec l'aide du Clan de la Rivière. Étoile Bleue bannit Griffe de Tigre et nomme Cœur de Feu lieutenant. Plume Grise part au Clan de la Rivière avec ses petits, à la grande peine de Cœur de Feu.

## Version française
Le roman est traduit en langue française par Cécile Pournin et publié en 2006. La version poche est sortie en 2008.